# Fregata klase Tamandaré
Klasa Tamandaré nova je klasa budućih fregata opće namjene za brazilsku mornaricu, temeljena na obitelji brodova MEKO. Projekt razvijaju Ministarstvo obrane i konzorcij Águas Azuis, koji čine ThyssenKrupp Marine Systems (TKMS) i Embraer Defence & Security. Izgradnja četiriju planiranih fregata započela je 2022., a isporuka je predviđena između 2024. i 2028.

## Specifikacije
Specifikacije za novu klasu fregata definirala je brazilska mornarica uz zamjenu najstarijih brodova u floti. Ima za cilj zaštititi takozvanu Plavu Amazonu (portugalski: A Amazônia Azul), područje bogato resursima koje pokriva oko 4,5 milijuna četvornih kilometara, provoditi operacije potrage i spašavanja i ispunjavati međunarodne obveze, među ostalim zadaćama.
Plan je zahtijevao projekte sa sljedećim naoružanjem i specifikacijama: jedinična cijena između 400-500 milijuna eura, glavni top OTO Melara 76 mm, najmanje osam raketnih ćelija VLS Sea Ceptor CAMM, mitraljez Rheinmetall Sea Snake 30 mm, dva mitraljeza .50, dva trostruka lansera za protupodmornička torpeda Mark 46 i dva dvostruka lansera za protubrodske projektile za raketu MANSUP. Uz to, pogonski sustav za dizelske motore i hangar koji može upravljati SH-60 Seahawk, Super Lynx Mk.21B ili Eurocopter EC725.
</ref>
Pobjednički konzorcij morat će izgraditi četiri broda u Brazilu, uz prijenos 100% tehnologije projekta (ToT) brazilskoj mornarici.

## Projekt ThyssenKrupp
Konzorcij Águas Azuis, predvođen tvrtkom ThyssenKrupp Marine Systems, predstavio je svoj prijedlog fregate temeljen na izvornom dizajnu korvete MEKO A-100. Projekt je imao povećanu tonažu s 2000 na 3500 tona, povećanje duljine, nekoliko novih sustava kao što su radar Hensoldt TRS-4D AESA, oružje i kontrola paljbe, omogućujući tako brodu da stekne snagu za obavljanje oceanskih prijelaza u olujnom južnom Atlantiku. 
Atech, tvrtka Embraer grupe, bit će dobavljač CMS-a (Combat Management System) i IPMS-a (Integrated Platform Management System). Ostali aspekti projekta koji su doveli do pobjedničke ponude su sličnosti s klasom fregata MEKO A-200 i njezinim modularnim konstrukcijskim sustavom, što omogućuje svestranost u budućim ažuriranjima.
Brazilska mornarica također planira izgraditi razarače od 7000 tona nakon isporuke novih fregata, a TKMS je mornarici predstavio svoj najmoderniji razarač za protuzračnu obranu MEKO A-400 od 7200 tona, ažuriranu verziju njemačke F-125 klase. Sličnosti između projekata i visoka stopa sličnosti između zahtjeva također su bile presudne za pobjedu konzorcija.